# DeepMind
DeepMind è un'azienda inglese di intelligenza artificiale controllata da Alphabet. La società ha sede a Londra, con centri di ricerca in Canada, Francia e Stati Uniti.
Fondata nel 2010 come DeepMind Technologies, viene acquisita da Google nel 2014. Nel 2016, grazie al proprio innovativo software AlphaGo, batte uno dei giocatori più forti del mondo nel gioco del go, Lee Se-dol, acquisendo con ciò molta visibilità mediatica.

## Storia
La start-up nasce nel 2010, fondata da Shane Legg, Demis Hassabis e Mustafa Suleyman.
I primi lavori si focalizzavano sul far sì che l'intelligenza artificiale imparasse a vincere a videogiochi degli anni settanta-ottanta, come Pong, Breakout e Space Invaders. L'IA veniva introdotta a questi giochi senza conoscerne le regole, ma grazie all'apprendimento automatico, giocando varie partite, ne imparava le regole e con il passare del tempo scopriva dei modi per vincere in modo facile e veloce.
Il 26 gennaio 2014 Google annuncia l'acquisizione per 500 milioni di dollari e la società viene ribattezzata Google DeepMind, mantenendo questo nome per i successivi due anni.
Nello stesso anno parte il progetto AlphaGo per studiare quanto le reti neurali profonde possano essere applicabili al gioco del go. Nell'ottobre 2015 si vedono i primi risultati: AlphaGo vince contro il campione europeo Fan Hui (2 dan professionista), diventando il primo software in grado di sconfiggere un maestro umano nel gioco senza handicap e su un goban di dimensioni standard. Tra il 9 e il 15 marzo 2016, AlphaGo disputa un incontro con il giocatore sudcoreano Lee Se-dol (9 dan professionista), uno tra i più forti giocatori di go al mondo. L'esito dell'incontro è la vittoria del programma per 4 a 1.
Nel 2018 viene pubblicata la prima versione del progetto AlphaFold, per predire, tramite intelligenza artificiale, la configurazione tridimensionale delle proteine (struttura terziaria), partendo dalla loro sequenza aminoacidica (struttura primaria). I risultati sono stati subito molto positivi, avendo vinto subito il CASP, battendo software con molti anni di esperienza alle spalle. L'importanza del risultato raggiunto è tale che le strutture predette da AlphaFold sono state rese pubblicamente disponibili e sono state già integrate in UniProt, il più grande database bioinformatico per le proteine.
DeepMind, insieme ad Amazon, Google, Facebook, IBM e Microsoft, è uno dei membri fondatori di Partnership on AI, un'organizzazione dedicata all'interfaccia società-AI. DeepMind ha anche aperto una nuova unità denominata DeepMind Ethics and Society e si è concentrata sulle questioni etiche e sociali sollevate dall'intelligenza artificiale avendo come consulente il famoso filosofo Nick Bostrom. Nell'ottobre 2017, DeepMind ha lanciato un nuovo gruppo di ricerca per studiare l'etica dell'IA.
Nel novembre 2023 lancia GraphCast, sistema di previsioni meteo basato su reti neurali, addestrato su decenni di dati meteorologici e capace di elaborare una previsione a 10 giorni in un minuto.
Nel novembre 2023 GnoME (Graph Networks for Material Exploration) scopre 2.2 milioni di nuove strutture cristalline di cui 380.000 sono materiali stabilì a sufficienza per sviluppare nuove batterie o semiconduttori più efficienti.

## Prodotti e tecnologie
Nel 2016, Google Research ha pubblicato un documento riguardante la sicurezza dell'intelligenza artificiale e come evitare comportamenti indesiderati durante il processo di apprendimento dell'intelligenza artificiale. Nel 2017, DeepMind ha rilasciato GridWorld, un banco di prova open source per valutare se un algoritmo impara a disabilitare il suo kill switch o altrimenti mostra determinati comportamenti indesiderati.

### Giochi
A differenza delle precedenti IA, come Deep Blue o Watson di IBM, che furono sviluppate per uno scopo predefinito e funzionavano solo entro tale ambito, gli algoritmi iniziali di DeepMind erano concepiti per essere generali. Utilizzavano l'apprendimento per rinforzo, un algoritmo che apprende dall'esperienza utilizzando solo pixel grezzi come input di dati. Il loro approccio iniziale utilizzava il deep Q-learning con una rete neurale convoluzionale. Hanno testato il sistema su videogiochi, in particolare sui primi giochi arcade, come Space Invaders o Breakout. Senza alterare il codice, la stessa IA era in grado di giocare a determinati giochi in modo più efficiente di quanto qualsiasi essere umano avrebbe mai potuto fare.

### Ripiegamento delle proteine
Nel 2016, DeepMind ha rivolto la sua intelligenza artificiale al ripiegamento proteico, un problema di lunga data nella biologia molecolare. Nel dicembre 2018, AlphaFold di DeepMind ha vinto il 13° concorso di valutazione critica delle tecniche per la previsione della struttura proteica (CASP), prevedendo con successo la struttura più accurata per 25 proteine su 43. "Questo è un progetto faro, il nostro primo grande investimento in termini di persone e risorse in un problema scientifico fondamentale, molto importante e reale", ha dichiarato Hassabis al Guardian. Nel 2020, nel 14° CASP, le previsioni di AlphaFold hanno raggiunto un punteggio di accuratezza considerato paragonabile alle tecniche di laboratorio. Il Dr. Andriy Kryshtafovych, uno dei membri della giuria scientifica, ha descritto il risultato come "davvero notevole" e ha affermato che il problema di prevedere il ripiegamento delle proteine era stato "in gran parte risolto".

### Generazione video
Nel maggio 2024, al Google I/O 2024, è stato annunciato un modello di generazione video multimodale chiamato Veo. Google ha affermato di poter generare video 1080p di durata superiore al minuto. Nel dicembre 2024, Google ha rilasciato Veo 2, disponibile tramite VideoFX. Supporta la generazione di video con risoluzione 4K e offre una migliore comprensione della fisica. Nell'aprile 2025, Google ha annunciato che Veo 2 sarebbe stato disponibile per utenti avanzati sull'app Gemini.

### Generazione di ambienti
Nel marzo 2023, DeepMind ha introdotto "Genie" (Generative Interactive Environments), un modello di intelligenza artificiale in grado di generare mondi virtuali simili a videogiochi, controllabili tramite azioni, basati su descrizioni testuali, immagini o schizzi. Costruito come modello autoregressivo a diffusione latente, Genie consente l'interattività frame per frame senza richiedere dati di azione etichettati per l'addestramento. Il suo successore, Genie 2, rilasciato nel dicembre 2024, ha ampliato queste capacità per generare ambienti 3D diversificati e interattivi.

### Robotica
Rilasciato a giugno 2023, RoboCat è un modello di intelligenza artificiale in grado di controllare bracci robotici. Il modello può adattarsi a nuovi modelli di bracci robotici e a nuovi tipi di compiti.

### Sport
I ricercatori di DeepMind hanno applicato modelli di apprendimento automatico al football americano, spesso chiamato soccer in Nord America, modellando il comportamento dei giocatori, inclusi portieri, difensori e attaccanti, durante diverse situazioni come i calci di rigore. I ricercatori hanno utilizzato mappe di calore e analisi dei cluster per organizzare i giocatori in base alla loro tendenza a comportarsi in un certo modo durante la partita, quando si trovano a dover decidere come segnare o impedire alla squadra avversaria di segnare.

### Archeologia
Google ha presentato un nuovo programma per la gestione di documenti archeologici, chiamato Ithaca, in onore dell'isola greca dell'Odissea di Omero. Questa rete neurale profonda aiuta i ricercatori a ripristinare il testo vuoto di documenti greci danneggiati e a identificarne la datazione e l'origine geografica. Il lavoro si basa su un'altra rete di analisi testuale rilasciata da DeepMind nel 2019, chiamata Pythia. Ithaca raggiunge una precisione del 62% nel ripristino di testi danneggiati e una precisione della posizione del 71%, con una precisione di datazione di 30 anni.

### Scienza dei materiali
Nel novembre 2023, Google DeepMind ha annunciato un Open Source Graph Network for Materials Exploration (GNoME). Lo strumento propone milioni di materiali precedentemente sconosciuti alla chimica, tra cui diverse centinaia di migliaia di strutture cristalline stabili, di cui 736 prodotte sperimentalmente dal Massachusetts Institute of Technology al momento del rilascio.

### Matematica

#### AlphaTensor
Nell'ottobre 2022, DeepMind ha rilasciato AlphaTensor, che utilizzava tecniche di apprendimento per rinforzo simili a quelle di AlphaGo, per trovare nuovi algoritmi per la moltiplicazione di matrici. Nel caso speciale della moltiplicazione di due matrici 4×4 con elementi interi, in cui viene registrata solo la parità o la disparità degli elementi, AlphaTensor ha trovato un algoritmo che richiedeva solo 47 moltiplicazioni distinte; il precedente ottimo, noto dal 1969, era l'algoritmo di Strassen più generale, che utilizzava 49 moltiplicazioni.

#### AlphaGeometry
AlphaGeometry è un'intelligenza artificiale neurosimbolica che è stata in grado di risolvere 25 dei 30 problemi di geometria dell'Olimpiade Matematica Internazionale, una prestazione paragonabile a quella di un medaglia d'oro.

#### AlphaProof
AlphaProof è un modello di intelligenza artificiale che accoppia un modello linguistico pre-addestrato con l'algoritmo di apprendimento per rinforzo AlphaZero. AlphaZero ha già imparato da solo a padroneggiare i giochi. Il modello linguistico pre-addestrato utilizzato in questa combinazione è l'ottimizzazione di un modello Gemini per tradurre automaticamente le affermazioni dei problemi in linguaggio naturale in affermazioni formali, creando un'ampia libreria di problemi formali di varia difficoltà.

### AlphaGenome
Nel giugno 2025 viene presentato il modello di AlphaGenome, l'intelligenza artificiale che può ricevere In input fino a un milione di lettere di DNA tra i tre miliardi che non codificano proteine. Essa studia le lettere che cambiano e correla le mutazioni geniche alle malattie.